# هارولد ليتل
هارولد ليتل هو مجدف كندي، ولد في 27 يوليو 1893 في لندن في كندا، وتوفي في 1958.

## وصلات خارجية
- هارولد ليتل على موقع الاتحاد الدولي للتجديف (الإنجليزية)
- هارولد ليتل على موقع اللجنة الأولمبية الدولية (الإنجليزية)
- هارولد ليتل على موقع أوليمبيديا (الإنجليزية)